# Orellana (prowincja)
Prowincja Orellana – jedna z 24 prowincji w Ekwadorze. Orellana położona jest w północno-wschodniej części państwa, graniczy od północy z prowincją Sucumbíos, od wschodu z państwem Peru, od południa z prowincją Pastaza oraz od zachodu z prowincją Napo.
Prowincja podzielona jest na 4 kantony:
1. Aguarico
2. Francisco de Orellana
3. Joya de los Sachas
4. Loreto